# Liste des membres de la seizième législature du Landtag de Sarre
Cette liste donne un aperçu des membres du Parlement sarrois de la 16e législature. La session constitutive du Landtag a eu lieu le 25 avril 2017. 

## Composition du parlement
Selon le résultat officiel final de l'élection du Landtag du 26 mars 2017, les 51 sièges du Landtag sont répartis comme suit :
| Groupe parlementaire         | Au début de la période législative | Dernière mise à jour | Départs                                                          | Arrivées                                             |
| ---------------------------- | ---------------------------------- | -------------------- | ---------------------------------------------------------------- | ---------------------------------------------------- |
| Union chrétienne-démocrate   | 24                                 | 24                   | Bachmann, Kramp-Karrenbauer, Meiser, Theis, Wagner-Scheid, Zeyer | Gillen, Herrmann, Mildau, Oberhausen, Schnur, Wagner |
| Parti social-démocrate       | 17                                 | 17                   | Blatt, Thul                                                      | Becker, Heckmann                                     |
| Die Linke                    | 7                                  | 6                    | Ensch-Engel                                                      |                                                      |
| Alternative pour l'Allemagne | 3                                  | 3                    |                                                                  |                                                      |
| Non inscrit                  | 0                                  | 1                    |                                                                  | Ensch-Engel                                          |
| Total                        | 51                                 | 51                   |                                                                  |                                                      |

## Composition de la Présidence du parlement
Le Président du Landtag a été élu à la première session le 25 avril 2017, les Vice-Présidents et Secrétaires à la troisième session le 24 mai 2017.
| Fonction             | Membre du Landtag                                                                         |
| -------------------- | ----------------------------------------------------------------------------------------- |
| Président du Landtag | Klaus Meiser (CDU) jusqu'au 12 février 2018 Stephan Toscani (CDU) depuis le 1er mars 2018 |
| 1ère Vice-Présidente | Isolde Ries (SPD)                                                                         |
| 2ème Vice-Président  | Günter Heinrich (CDU)                                                                     |
| 3ème Vice-Présidente | Barbara Spaniol (Die Linke)                                                               |
| 1ère Secrétaire      | Petra Berg (SPD)                                                                          |
| 2ème Secrétaire      | Stefan Thielen (CDU)                                                                      |
| 3ème Secrétaire      | Rudolf Müller (AfD)                                                                       |

## Présidents des groupes parlementaires
| Groupe parlementaire         | Président                                                                                  | Vice-Président | Directeurs parlementaires |
| ---------------------------- | ------------------------------------------------------------------------------------------ | --- | ------------------------- |
| Union chrétienne-démocrate   | Alexander Funk Tobias Hans (jusqu'en 2018)                                                 | Hermann-Josef Scharf Peter Strobel (jusqu'en Mars 2018) Alexander Funk (de Mai 2017 à Mars 2018) Dagmar Heib (depuis Mai 2017) Helma Kuhn-Theis (depuis Mars 2018) Bernd Wegner (depuis Mars 2018) | Stefan Thielen            |
| Parti social-démocrate       | Ulrich Commerçon (depuis le 18 Septembre 2019) Stefan Pauluhn (jusqu'au 18 Septembre 2019) | Dr. Magnus Jung Eugen Roth | Petra Berg                |
| Die Linke                    | Oskar Lafontaine                                                                           | Astrid Schramm | Jochen Flackus            |
| Alternative pour l'Allemagne | Josef Dörr                                                                                 | Rudolf Müller | Lutz Hecker               |

## Députés
| Membres du Landtag    | Année de Naissance | Groupe Parlementaire | Circonscription | Remarques                                                                                               |
| --------------------- | ------------------ | -------------------- | --------------- | --- |
| Christina Baltes      | 1962               | SPD                  | Neunkirchen     | |
| Petra Berg            | 1964               | SPD                  | Sarrelouis      | |
| Klaus Bouillion       | 1947               | CDU                  | Neunkirchen     | Membre du Cabinet                                                                                       |
| Ulrich Commerçon      | 1968               | SPD                  | Sarrebruck      | |
| Pia Döring            | 1960               | SPD                  | Neunkirchen     | |
| Josef Dörr            | 1938               | AfD                  | Sarrebruck      | Doyen de la Chambre, Président du groupe parlementaire                                                  |
| Elke Eder-Hippler     | 1958               | SPD                  | Neunkirchen     | |
| Dagmar Ensch-Engel    | 1955               | Non Inscrit          | Sarrelouis      | |
| Jochen Flackus        | 1955               | Linke                | Landesliste     | |
| Petra Fretter         | 1959               | CDU                  | Sarrebruck      | |
| Alexander Funk        | 1974               | CDU                  | Neunkirchen     | Président du groupe parlementaire                                                                       |
| Ralf Georgi           | 1967               | Linke                | Neunkirchen     | |
| Sarah Gillen          | 1983               | CDU                  | Landesliste     | Remplace Anja Wagner-Schied                                                                             |
| Tobias Hans           | 1978               | CDU                  | Neunkirchen     | - Président du groupe Parlementaire jusqu'au 1er mars 2018 - Ministre-Président depuis le 1er mars 2018 |
| Lutz Hecker           | 1969               | AfD                  | Neunkirchen     | |
| Dieter Heckmann       | 1959               | SPD                  | Sarrebruck      | Remplaçant de Christiane Blatt                                                                          |
| Dagmar Heib           | 1963               | CDU                  | Sarrelouis      | |
| Günter Heinrich       | 1957               | CDU                  | Sarrelouis      | |
| Gabrielle Herrmann    | 1975               | CDU                  | Sarrebruck      | Remplaçante de Klaus Meiser à partir du 11 décembre 2018                                                |
| Martina Holzner       | 1976               | SPD                  | Landeslsite     | |
| Reinhold Jost         | 1966               | SPD                  | Sarrelouis      | Membre du Cabinet                                                                                       |
| Magnus Jung           | 1971               | SPD                  | Neunkirchen     | |
| Helma Kuhn-Theis      | 1953               | CDU                  | Sarrelouis      | |
| Hans Peter Kurtz      | 1955               | SPD                  | Sarrelouis      | |
| Oskar Lafontaine      | 1943               | Linke                | Sarrelouis      | Président du groupe parlementaire                                                                       |
| Dennis Lander         | 1993               | Linke                | Sarrebruck      | |
| Ruth Meyer            | 1965               | CDU                  | Neunkirchen     | |
| Timo Midau            | 1992               | CDU                  | Landesliste     | Remplaçant de Annegret Kramp-Karrenbauer                                                                |
| Rudolf Müller         | 1951               | AfD                  | Landesliste     | |
| Volker Oberhausen     | 1959               | CDU                  | Landesliste     | Remplaçant de Roland Theis à partir du 24 mai 2017                                                      |
| Stefan Pauluhn        | 1962               | SPD                  | Neunkirchen     | Président du Groupe Parlementaire                                                                       |
| Anke Rehlinger        | 1976               | SPD                  | Sarrelouis      | Vice-Ministre Présidente                                                                                |
| Jügern Renner         | 1966               | SPD                  | Landesliste     | |
| Isolde Ries           | 1956               | SPD                  | Sarrebruck      | |
| Eugen Roth            | 1957               | SPD                  | Landesliste     | |
| Raphael Schäfer       | 1981               | CDU                  | Sarrelouis      | |
| Hermann- Josef Scharf | 1961               | CDU                  | Neunkirchen     | |
| Jutta Schmitt-Lang    | 1982               | CDU                  | Neunkirchen     | |
| Astrid Schramm        | 1956               | Linke                | Sarrebruck      | |
| Barbara Spaniol       | 1963               | Linke                | Neunkirchen     | |
| Marc Speicher         | 1984               | CDU                  | Landesliste     | |
| Peter Strobel         | 1970               | CDU                  | Sarrebruck      | Membre du Cabinet depuis le 1er mars 2018                                                               |
| Alwin Theobald        | 1968               | CDU                  | Neunkirchen     | |
| Stefan Thielen        | 1977               | CDU                  | Sarrelouis      | |
| Sebastian Thul        | 1980               | SPD                  | Neunkirchen     | |
| Stephan Toscani       | 1967               | CDU                  | Neunkirchen     | - Membre du Cabinet jusqu'au 1er mars 2018 - Président du Landtag depuis le 1er mars 2018               |
| Frank Wagner          | 1977               | CDU                  | Sarrelouis      | Remplaçant de Monika Bachmann à partir du 24 mai 2017                                                   |
| Bernd Wegner          | 1957               | CDU                  | Sarrebruck      | |
| Sascha Zehner         | 1973               | CDU                  | Sarrebruck      | |
| Alexander Zeyer       | 1993               | CDU                  | Landesliste     | |
| Reiner Zimmer         | 1964               | SPD                  | Sarrebruck      | |